# Pioneer Crew
Die Pioneer Crew ist eine Breakdance-Gruppe aus China. 

## Geschichte
Im Jahr 2005 gründeten Danny und Erik vom Caster Dance Studio in Shanghai die Pioneer Crew. Ziel war es die besten B-Boys Chinas zu vereinen und als Wegbereiter für die chinesische Breakdance-Szene zu wirken. Der Pioneer Crew schlossen sich B-Boys der Formationen Evolution Crew, Time and Space, DFC, Dragon und Energy Crew aus verschiedenen Städten Nordwest-, West- und Südwestchinas an.
Die Pioneers konnten im Jahr 2007 den Battle of the Year China gewinnen und qualifizierten sich so für den ersten Battle of the Year Asia im Rahmen des World Carnival Festivals in Busan. In Busan kamen sie aber nicht über die Showcase-Runde hinaus und konnten sich deshalb nicht für den International Battle of the Year (kurz BOTY) in Braunschweig qualifizieren.
2008 wurde die Pioneer Crew nach Korea zur R16 Jam, u. a. unterstützt von der Korea Tourism Organisation und dem Gouverneur der Provinz Gyeonggi-do, als Repräsentant der chinesischen Szene eingeladen. Dort zeigten die Pioneers neben 15 anderen Gruppen aus der ganzen Welt eine Show und verloren in der ersten Runde der Battles gegen die russische Crew Top 9, die später den zweiten Platz erreichte, alles weltweit von KBS World und europaweit von Eurosport 2 live übertragen.

## Bedeutendste Erfolge
- 1. Platz BOTY China 2007

## Aktuelle Mitglieder
Danny, Rocbang, Snowball, Lil Bomb, Keven, Lil King, Catrock, Harry, Old 4, Lil Chao

## Sonstiges
- Danny ist Betreiber des Caster Dance Studios in Shanghai und organisiert Shows sowie Battles für die chinesische Breakdance-Szene. Außerdem ist er der Kopf der Evolution Crew.
- Die einzelnen Mitglieder sind regelmäßig in Jurys für Battles in ganz China anzutreffen.
- Keven gewann 2007 die chinesische Qualifikation für den 1on1-Battle der UK B-Boy Championships und erreichte bei den World Finals das Viertelfinale.